# Pascale De Backer
Pascale Melanie Eugene De Backer is een personage uit de televisiereeks F.C. De Kampioenen. De rol van Pascale wordt vertolkt door Danni Heylen en is een van de oorspronkelijke personages.

## Personage
Pascale De Backer is geboren in 1950 en is de moeder van Bieke Crucke. In 1969 moest ze verplicht trouwen met Oscar Crucke, omdat ze zwanger was. Ze gingen in 1993 uiteen. In de tweede film werd bekend dat Pascale en Oscar officieel nooit gescheiden zijn, maar dat Pascale Oscar had laten doodverklaren. Nadien werd ze verliefd op Balthazar Boma; deze was echter nog te verzot op andere vrouwen om een echte relatie te beginnen. Maurice de Praetere werd de nieuwe grote liefde in haar leven. Ze leerde hem kennen dankzij Boma. Deze had Maurice gevraagd om de woonkamer van Pascale te behangen. Pascale was meteen verliefd op hem, maar de vonk sloeg pas over in de aflevering "Het goede doel". In de slotaflevering van de serie trouwde Pascale met Maurice.
Toen Boma in reeks 20 een autobiografie wilde uitgeven was Pascale hier heel bezorgd over en wilde ze niet dat er iets over hun relatie vermeld werd in het boek. Klaarblijkelijk hadden Pascale en Boma indertijd een heel stomend liefdesleven. Aan de buitenwereld lieten ze dit niet merken en komt Pascale over als een tamelijk preutse vrouw. Zo hebben Pascale en Boma ooit seks gehad in de serres van Laken. Toen Maurice dit hoorde, zei hij dat het altijd al zijn grote droom is geweest "het" eens te doen tussen de tropische planten. Hij belde terstond naar prins Laurent, een vriend van hem bij wie hij al weleens de wc ontstopt.
Haar job is het uitbaten van de kantine van F.C. De Kampioenen. Ook was ze in 1993 even secretaresse van Balthasar Boma.
Pascale is echter erg snobistisch, en wil graag opklimmen op de sociale ladder. Ze is ook geregeld bang om toe te geven dat ze máár een cafébazin is. In de vroegere reeksen probeerde ze haar dochter constant te koppelen aan hoogopgeleiden, en wanneer Bieke Marc Vertongen leerde kennen zag ze in deze student geneeskunde een perfecte schoonzoon. Pascales zus, Madeleine De Backer, is getrouwd met een rijke notaris, en leidt op het eerste gezicht een perfect leventje. Wanneer Pascale in een pijnlijke situatie wordt gebracht, is ze vaak bang voor "wat zou ons Madeleine daarvan zeggen". Haar pogingen om Madeleine de loef af te steken draaien dan ook telkens verkeerd uit. Sinds ze weet dat Maurice van adel is en een kasteel heeft, schept ze daar wel eens over op. Haar droom is kasteelvrouw worden. Buiten deze eigenschappen is ze een zachtaardige en behulpzame vrouw die voor iedereen klaarstaat.
Pascale is dol op pralines, en studeerde in haar jeugd snit en naad. Ze is de meter van haar kleinkind Paulien, het dochtertje van Marc en Bieke. Ze houdt enorm veel van haar kleindochter en past er graag op. Ze wordt echter vaak gevraagd wanneer het haar niet uitkomt.

## Familie
- Bieke Crucke, haar dochter
- Marc Vertongen, haar schoonzoon
- Paulien Vertongen, haar kleindochter
- Madeleine De Backer, de enige zus van Pascale, dook enkele keren op in de serie. Ze is getrouwd met Jerôme Dubois en hebben samen een dochter Sabine en een zoon die een dochter Saartje heeft. Sabine heeft een zoon Vic met haar man Wouter. Denise Daems vertolkte in 1996 de rol, in 2000, 2005, 2009 en 2011 was dat Leah Thys.
- Jérôme Dubois (Michel de Warzee) is de man van Madeleine. Hij kwam in 2000, 2005, 2009 en 2011 in de reeks voor. Jérôme is een rijke notaris die moeilijk van de drank kan blijven.
- Sabine Dubois (Ann Esch) is een dochter van Madeleine. In 1991 logeerde ze even bij Pascale. Later (in 1999) trouwde ze met Wouter Smeets (Koen De Bouw) van de wasserette (buiten beeld).
- In 2006 werd Madeleine oma van een kleinzoon: Vic. Saartje Dubois is de dochter van haar zoon, de broer van Sabine.
- Er dook ook al eens een nicht van Pascale op in de serie: Nicole. Rosemarie Bergmans nam deze rol voor haar rekening.
- Pascale kreeg ook al eens bezoek van een achterneefje: Kevin, vertolkt door Dieter Kerremans.
- Pascale heeft nog een tante Josianne. Dit werd bekend toen ze in de aflevering "Boma failliet" een Chinese vaas liet veilen die ze van Tante Josianne gekregen had als trouwcadeau.
- In de aflevering "Biekes auto" vertelt ze tegen Bieke over tante Janine en nonkel Frans, die ook kinderen hebben.

## Uiterlijke kenmerken
- Blond haar (wit/grijs haar in de films)
- Klassieke kledij

## Catchphrases
- "Wat zal ons Madeleine daarvan zeggen?"
- "Mijn sloeberke" (tegen Balthasar Boma voor de introductie van Maurice De Praetere)
- "Bieke alstublieft hé!!"
- "Een orangeade Maurice?"
- "Bea!"
- "Oscar, zwijg!" (in de eerste reeksen)
- "Maar enfin!"
- "Awel merci!" (in de eerste reeksen)
- "Mannekes!"

## Trivia
- Het sterrenbeeld van Pascale is Vissen.
- In de eerste reeksen rookte Pascale. Later stopte ze. Ze rookte nog één keer in de aflevering: 'Jonger dan je denkt' uit reeks 11, daarna deed ze het nooit meer.
- In aflevering 10 van reeks 3 wordt vermeld dat Pascales volledige naam "Pascale Melanie Eugène" luidt, terwijl in aflevering 7 van reeks 21 Maurice Pascale ten huwelijk vraagt en haar volledige naam "Pascale Albertina Josephine Charlotte" luidt.
- Oorspronkelijk ging Loes Van den Heuvel de rol van Pascale vertolken, en Danni Heylen die van Carmen. Maar de actrices drongen erop aan van rol te wisselen en dat werd dan ook gedaan.
- Pascale is, naast Xavier Waterslaeghers en Balthasar Boma, het enige personage dat in alle afleveringen van de serie te zien is.
- Pascale beweert in aflevering 9 van seizoen 1 (1990) dat ze 42 jaar is. Echter, in de aflevering 'Jonger dan je denkt' van tien jaar later (2000) wordt haar vijftigste verjaardag gevierd.